# Майрън Шоулс
Майрън Шоулс, на български често и неправилно като Сколс  (на английски: Myron Scholes, звуков файл) е канадски икономист, работещ в САЩ, един от създателите на уравнението на Блек-Шоулс. През 1997 получава, заедно с Робърт Мертън, Наградата за икономически науки на Шведската банка в памет на Алфред Нобел.